# 1934年葡萄牙立法選舉
1934年12月16日，葡萄牙举行了议会选举，这是一党制政权新国家政体建立之后的第一次选举。国民联盟是唯一参加竞选的政党，不允许任何反对派候选人参选。该政党随后在国民议会中赢得了所有席位，其中三个席位由妇女获得。

## 选举制度
在这次选举中，该国形成了单一的100名成员的选区。选举权扩大到所有21岁或21岁以上的男子，只要他们受过教育或纳税超过100埃斯库多，并扩大到21岁以上的妇女，条件是她们必须已经完成了中学教育。然而，只有8.2%的人口登记投票。

## 结果
| 党派                    | 得票数  | %    | 获得席位 |
| ----------------------- | ------- | ---- | -------- |
| 国民联盟                |         | 100  | 100      |
| 无效票/空白票           |         | –    | –        |
| 总票数                  | 476,706 | 100  | 100      |
| 登记选民/投票率         | 588,957 | 80.2 | –        |
| Source: Nohlen & Stöver |         |      |          |